# 小野和幸
小野和幸（1962年8月19日—），為日本的棒球選手，出生於秋田縣秋田市。他曾效力於日本職棒中日龍等，守備位置為投手，1995年退休，生涯通算43勝。